# Casa de Sasan
La Casa de Sasan o dinastía sasánida fue la casa que fundó el Imperio sasánida y lo gobernó desde el año 224 hasta el 651. Comenzó con Ardashir I, que nombró a la dinastía como sasánida en honor a su abuelo, Sasan, y por el nombre de su tribu.
El Shahanshah era el único regente, jefe de Estado y jefe de Gobierno del imperio. En ocasiones, el poder pasaba de facto a otros funcionarios, concretamente al spahbed.